# Тимелія-куцохвіст китайська
 Тимелія-куцохвіст китайська (Pnoepyga mutica) — вид горобцеподібних птахів родини Pnoepygidae.

## Поширення
Поширений на півдні Китаю та на крайній півночі М'янми. Мешкає у помірних лісах, тропічних і субтропічних гірських дощових лісах.

## Опис
Невеликий птах завдовжки 9-10 см. Живиться комахами і насінням.